# Isole Hoorn

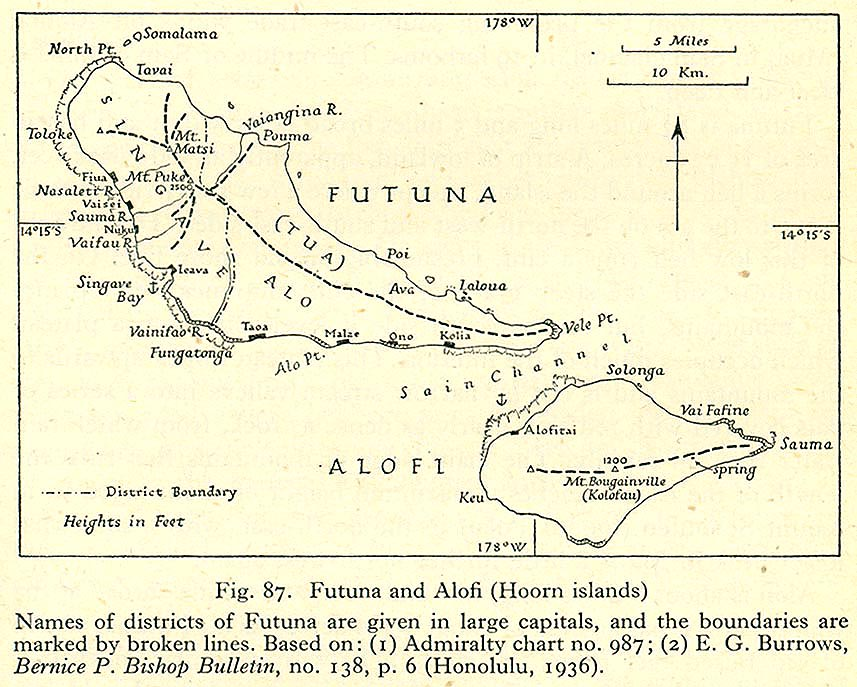
Isole Hoorn (Futuna e Alofi)
con l'Isola di Futuna a nord-ovest

Le Isole Hoorn (chiamate anche Isole Futuna) sono uno dei due gruppi di isole che compongono la collettività d'oltremare di Wallis e Futuna. 
L'area aggregata è di 115 km², e la popolazione ammonta a 4,873 (censimento 2003).

## Storia
L'arcipelago fu battezzato dai navigatori Olandesi Willem Schouten e Jacob Le Maire, i primi Europei a visitare le Isole nel 1616. Fu così nominato in onore della città olandese di Hoorn, dalla quale era partita la spedizione.

## Geografia
Da un punto di vista geografico, ci sono due isole:
- Isola di Futuna (nel nord-ovest) (83 km², pop. 4871)
- Isola di Alofi (nel sud-est) (32 km², pop. 2)

Da un punto di vista amministrativo, le Isole Hoorn incorporano due dei principati reami di Wallis e Futuna:
- Tu`a (Alo): la parte orientale dell'Isola di Futuna, e l'Isola di Alofi (area 85 km², pop. 2993)
- Sigave (Singave): il terzo occidentale dell'Isola di Futuna (area 30 km², pop. 1880)